# Lina Mayer-Kulenkampff
Lina Emmi Antonie Mayer-Kulenkampff (* 30. April 1886 in Bremen als Lina Kulenkampff; † 10. März 1971 in Kassel) war eine deutsche Historikerin, Pädagogin und Schulleiterin.

## Biografie
Kulenkampff stammt aus der Kaufmannsfamilie Kulenkampff und war das zweitälteste von vier Kindern des bremischen Kaufmanns Albert Kulenkampff (1853–1915) und seiner Frau Friederike (1857–1945). Nach Besuch der Höheren Töchterschule Ida Wohlers in Bremen war sie für ein Jahr im schweizerischen Lausanne, bevor sie 1905 am Realgymnasium in Vegesack als Externe das Abitur erwarb. Anschließend studierte sie bis 1911 das Lehramt für Geschichte, Deutsch und Englisch in Freiburg und München und schloss das Studium mit dem ersten Staatsamt an höheren Schulen in Karlsruhe. Danach promovierte sie bei Friedrich Meinecke in Freiburg. 1919, nach dem Frauenwahlrecht erstmals möglich, wurde sie Stadtverordnete der Deutschen Demokratischen Partei in Heidelberg. Von 1918 bis 1921 war sie Dozentin für Literatur und Frauenbewegung an der Sozialen Frauenschule in Mannheim, anschließend Referendarin und Studienrätin in Bonn. Von 1922 bis 1923 leitete sie die Evangelische Frauenschule in Freiburg im Breisgau, in den Folgejahren die Städtische Frauenschule in Halle (Saale). 1931 wurde sie Leiterin der Augusta-Schule in Berlin. Von diesem Amt trat sie 1933 aufgrund der politischen Differenz zum NS-Regime zurück und begann als Studienrätin an die Elisabethenschule in Berlin, wurde 1934 aber nach § 6 des Gesetzes zur Wiederherstellung des Berufsbeamtentums in den Ruhestand versetzt. Von 1945 bis 1947 war sie Leiterin des Evangelischen Oberlin-Kindergärtnerrinnenseminars, dann ab 1947 Oberleiterin des Pestalozzi-Fröbel-Hauses in Berlin. Von 1949 bis 1951 leitete sie den Fachausschuss „Ausbildung“ der Arbeitsgemeinschaft für Jugendpflege und Jugendfürsorge (AGJJ) und war für viele Jahre Vorsitzende der Victor Gollancz-Stiftung.
1914 ehelichte sie den Historiker Eduard Wilhelm Mayer (1888–1917). Aus dieser Ehe ging ihre einzige Tochter Ilse Mayer-Kulenkampff (1916–2008) hervor, die später Professorin für Sozialpädagogik in Oldenburg wurde.

## Auszeichnungen
- 1954: Verdienstkreuz am Bande[2]

## Schriften (Auswahl)
- Der erste Vereinigte preussische Landtag 1847 und die öffentliche Meinung Südwestdeutschlands (Abhandlungen zur mittleren und neueren Geschichte; H. 41), Berlin/Leipzig: Rothschild 1912/1913
- Zwanzig Jahre Verbandsarbeit. Festrede zum Verbandstag des Verbandes der Studentinnenvereine Deutschlands (V. St. D.) Pfingsten 1926 in Halle. In: Die Studentin 3 (=1926) (2), S. 17–22.
- Ausbildungsstätten für weibliche soziale Berufe, in: Herman Nohl und Ludwig Pallat (Hrsg.): Handbuch der Pädagogik, Bd. 4. Die Theorie der Schule und der Schulaufbau, Langensalza: Julius Beltz 1928, S. 282–293
- Gedanken zur Schule heute, in: Die Schule 2 (1947), Heft 8, S. 1–6; Neuabdruck in: Karlheinz Klinger und Georg Rutz (Hrsg.): Die Tagesheimschule: Grundlagen und Erfahrungen. Wegweisende Vorträge und Schriften, Frankfurt/M. u. a.: Diesterweg 1964, S. 19–22
- Jugend heute, Sozialpädagogische Arbeitshefte: Folge A, Heft 2, Berlin, Hannover 1950